# Morgan Freeman
Morgan Freeman (Memphis, Tennessee, 1937. június 1. –) Oscar- és Golden Globe-díjas amerikai színész.
Ismertségre az 1990-es években tett szert, miután több hollywoodi sikerfilmben is feltűnt.

## Fiatalkora
Freeman a Tennessee állambeli Memphisben született idősebb Morgan Porterfield Freeman borbély és Mamie Edna Revere tanítónő fiaként; apja 1961-ben, májzsugorodás következtében halt meg. Három idősebb testvére van. Gyermekkorában gyakran költöztek, éltek a Mississippi állambeli Greenwoodban, az indianai Garyben és végül Chicagóban, Illinois államban. Freeman nyolcévesen szerezte első színészi tapasztalatait, mikor egy iskolai darab főszerepét játszotta. Tizenkét évesen megnyert egy állami drámaversenyt, a középiskola alatt pedig a nashville-i székhelyű rádióműsorban működött közre. 1955-ben visszautasított egy részleges színi ösztöndíjat a Jackson Állami Egyetemre, hogy szerelőként dolgozhasson az Egyesült Államok Légierejénél.
Freeman a '60-as évek elején Los Angelesbe költözött, s a Los Angeles-i Közösségi Főiskolán másolóként tevékenykedett. Az évtized során New York Cityben is lakott, ahol az 1964-es Világkiállításon táncosként dolgozott, illetve San Franciscóban, ahol az Opera Kör zenei társulat tagja volt. Fellépett a The Royal Hunt of the Sun egy vándorszíntársulat által előadott változatában, s statisztaként feltűnt az 1965-ös The Pawnbroker című filmben. 1967-ben Viveca Lindfors mellett játszott a The Nigger Lovers címet viselő darabban (amely a fekete civiljogi mozgalom idején játszódik), mielőtt sor került Broadway-debütjére a Hello, Dolly! 1968-as, teljes egészében afro-amerikai színészek által előadott verziójában.

## Pályafutása
Noha a stáblistán neve elsőként az 1971-es Who Says I Can't Ride a Rainbow? című film kapcsán jelent meg, Freemant az amerikai média az Another World című szappanopera és a The Electric Company című gyermekműsor révén ismerte meg. Utóbbiban az Easy Reader (kb. 'Szelíd Olvasó') és Vincent the Vegetable Vampire ('Vincent, a Vegetáriánus Vámpír') szerepében jelent meg, s úgy nyilatkozott róla, hogy hamarabb ott kellett volna hagynia.
Az én ötletem volt, hogy folytassuk a The Electric Companyt. Csapdába ejt ez a pénz-dolog. Remélték, hogy maradok. Sok embert vonz, köztük szappanopera-színészeket és reklámszínészeket. Aztán meg nem akarnak valami komolyban látni. Ez történt velem, mondogatták az emberek, „A gyerekeim imádnak!” Túl sok volt az ott töltött három év.
Az 1980-as évek közepétől Freeman jelentős mellékszereplőként tűnt fel számos mozifilmben, aminek köszönhetően a bölcs és atyai szerepek megformálójaként lett ismert. Első Oscar-jelölését az 1987-es Hamis riportban való epizódszerepéért kapta. Ahogy nőtt hírneve, egyre nagyobb szerepekhez jutott, úgymint a címszerep a Miss Daisy sofőrjében és Rawlins főtörzsőrmesteré Az 54. hadtestben, mindkettőt 1989-ben. Előbbiért megszerezte második Oscar-jelölését, ezúttal már a főszereplő kategóriában. 1993-ban a kamera másik oldalán is kipróbálta magát, s Danny Glover főszereplésével megrendezte a Bopha! című filmdrámát. 1994-ben játszotta el Redet, a megtért elítéltet A remény rabjai ünnepelt filmváltozatában. Alakításáért újfent felfigyelt rá az Akadémia, de a szobrocskát ezúttal sem ő vitte haza. Sztárstátusza az 1990-es években már megkérdőjelezhetetlenné vált, hiszen olyan kasszasikerekben szerepelt, mint a Robin Hood, a tolvajok fejedelme, a Hetedik vagy a Deep Impact.
1997-ben Lori McCreary producerrel Freeman megalapította a Revelations Entertainment produkciós céget, s ők ketten a vezetői az online testvércégnek, a 2004 óta működő ClickStarnak is. Itt Freeman a házigazdája az „Our Space” csatornának, ahol speciálisan összeállított videók láthatók, melyekben megosztja a látogatóval szeretetét a tudományok, különösen az űr felfedezése és a repüléstan iránt. A ClickStaron vált Freeman 10 Items or Less című filmje az elsővé, amelyet legálisan le lehetett tölteni, még a moziforgalmazás idején.
2005-ben végül elnyerte a régóta érlelődő Oscar-díjat Clint Eastwood Millió dolláros bébi című filmjében nyújtott alakításáért mint mellékszereplő. Ebben az évben öt filmet számlál filmográfiája, 2006-ban pedig további három szerepe volt.
2007 végén került a mozikba Rob Reiner A bakancslista című rendezése, melyben Freeman Jack Nicholsonnal játszik együtt. 2008 nyarán két képregény alapján készült filmben is láthatják a nézők: elsőként a Wanted című akciófilmben, majd az újabb Batman-moziban.
2008. december 6-án többek között neki ítélték oda a Kennedy Központ életműdíját, melyet a washingtoni külügyminisztériumban vehetett át.
2009. február 2-án újra Oscar-díjra jelölték a Nelson Mandela életét feldolgozó Invictus című, Clint Eastwood rendezte filmben nyújtott alakításáért.
Freeman egyedi orgánumának köszönhetően gyakran vállal narrátori feladatokat. 2005-ben két sikerfilmben, a Világok harcában és az Oscar-díjas Pingvinek vándorlása című dokumentumfilmben is hallható volt hangja.

## Magánélete
1967. október 22-től 1979-ig volt Jeanette Adair Bradshaw férje. 1984. június 16-án vette el második feleségét, Myrna Colley-Lee-t, akitől Morgana nevű lánya született. Korábbi kapcsolataiból két fia van, Alphonso és Saifoulaye, s mellettük adoptálta első felesége lányát, Deenát. Freeman a Mississippi állambeli Charlestonban, illetve New York Cityben él. Rendelkezik privát pilótaengedéllyel és társtulajdonosa és működtetője a Madini nevű étteremnek, illetve a Ground Zero bluesklubnak; mindkettő Clarksdale-ben, Mississippiben található.
Ellenzője a Black History Month-nak („Fekete Történelmi Hónap”), s nem vesz részt semmilyen ehhez kapcsolódó eseményen. Úgy nyilatkozott, „Nem akarok fekete történelmi hónapot. A fekete történelem az amerikai történelem.” Szerinte az egyetlen módja a rasszizmus megállításának, ha nem beszélnek róla többet, s megjegyzi, hogy nincs „fehér történelmi hónap.” Egy a 60 Minutes műsorvezetőjének, Mike Wallace-nak adott interjúja során azt mondta, „Nem nevezem többé fehér férfinek, s arra kérem, hogy Ön se nevezzen engem többet fekete férfinek.” A színész 2010. február 9-én mégis részt vett a Fekete Történelmi Hónap (Black History Month) keretében rendezett koncerten a washingtoni Fehér Ház nagy báltermében.
2006. október 28-án Freemant életműdíjjal tüntették ki az első Mississippi's Best Awardson, Jacksonban, a nagyvásznon és azon kívül végzett munkájáért. „Ő afféle apafigura számomra,” mondta C.A. Webb, az esemény alapítója. „Mr. Freeman azon emberek közé tartozik, akiket egyszerűen tisztelsz, bármilyen szerepet is játszanak.”
Freeman Művészetek és Levelek Doktora tiszteletbeli diplomát kapott a Delta State Universitytől 2006-ban.
Morgan Freeman 2008. augusztus 3-án éjjel súlyos közúti balesetet szenvedett charlestoni otthona közelében, Mississippi államban. A 71 éves Freeman által vezetett autó lesodródott az útról és többször megpördült, mielőtt megállt volna. A színészt légi mentők szállították kórházba. Azóta képtelen volt mozgatni bal kézfejét, amiről 2013-ban kijelentette, hogy idegi károsodás miatt véglegesen megbénult. Emiatt több hobbijáról le kellett mondania, így a repülőgép-vezetésről és a vitorlázásról is, de mint mondta, a golf megmaradt számára, továbbra is tud dolgozni, és sétálni mindig el tud menni a birtokán.

## Filmográfia

### Film
| Év   | Magyar cím                                        | Eredeti cím                                    | Szerep                                   | Magyar hang     | Rendező                   |
| ---- | ------------------------------------------------- | ---------------------------------------------- | ---------------------------------------- | --------------- | ------------------------- |
| 1964 | A zálogos                                         | The Pawnbroker                                 | ember az utcán                           |                 | Sidney Lumet              |
| 1966 |                                                   | A Man Called Adam                              | vendég                                   |                 | Leo Penn                  |
| 1968 | Hol voltak önök, amikor kialudtak a fények?       | Where Were You When the Lights Went Out        | járókelő                                 |                 | Hy Averback               |
| 1980 | Bilincs                                           | Brubaker                                       | Walter                                   | Wohlmuth István | Stuart Rosenberg          |
| 1981 | Vigyázó szemek (Átverés)                          | Eyewitness                                     | Black hadnagy                            | Varga Tamás     | Peter Yates               |
| 1984 | Tanárok                                           | Teachers                                       | Lewis                                    |                 | Arthur Hiller             |
| 1984 | Harry és fia                                      | Harry & Son                                    | Siemanowski                              | Breyer Zoltán   | Paul Newman               |
| 1985 | Marie                                             | Marie                                          | Charles Traughber                        | Pákozdi János   | Roger Donaldson           |
| 1985 | Akkor és most                                     | That Was Then, This Is Now                     | Charlie Woods                            | Kristóf Tibor   | Christopher Cain          |
| 1987 | A hamis riport                                    | Street Smart                                   | Fast Black                               | Jakab Csaba     | Jerry Schatzberg          |
| 1988 | Tisztán és józanul                                | Clean and Sober                                | Craig                                    | Király Attila   | Glenn Gordon Caron        |
| 1989 | Miss Daisy sofőrje                                | Driving Miss Daisy                             | Hoke Colburn                             | Rajhona Ádám    | Bruce Beresford (1.)      |
| 1989 | Az 54. hadtest                                    | Glory                                          | John Rawlins törzsőrmester               | Kristóf Tibor   | Edward Zwick              |
| 1989 | Az 54. hadtest                                    | Glory                                          | John Rawlins törzsőrmester               | Reviczky Gábor  | Edward Zwick              |
| 1989 | Bízzál bennem!                                    | Lean on Me                                     | Joe Clark igazgató                       |                 | John G. Avildsen (1.)     |
| 1989 | Johnny, a jóarcú                                  | Johnny Handsome                                | A.Z. Drones hadnagy                      | Reviczky Gábor  | Walter Hill               |
| 1990 | Hiúságok máglyája                                 | The Bonfire of the Vanities                    | White bíró                               | Bodor Tibor     | Brian De Palma            |
| 1991 | Robin Hood, a tolvajok fejedelme                  | Robin Hood: Prince of Thieves                  | Azeem Edin Bashir Al Bakir               | Reviczky Gábor  | Kevin Reynolds            |
| 1991 | Robin Hood, a tolvajok fejedelme                  | Robin Hood: Prince of Thieves                  | Azeem Edin Bashir Al Bakir               | Barbinek Péter  | Kevin Reynolds            |
| 1991 | Robin Hood, a tolvajok fejedelme                  | Robin Hood: Prince of Thieves                  | Azeem Edin Bashir Al Bakir               | Barbinek Péter  | Kevin Reynolds            |
| 1992 | Nincs bocsánat                                    | Unforgiven                                     | Ned Logan                                | Kránitz Lajos   | Clint Eastwood (1.)       |
| 1992 | Egyedül a ringben                                 | The Power of One                               | Geel Piet                                | Papp János      | John G. Avildsen (2.)     |
| 1993 | Bopha                                             | Bopha!                                         | nem szerepel                             |                 | Morgan Freeman            |
| 1994 | A remény rabjai                                   | The Shawshank Redemption                       | Ellis Boyd "Red" Redding                 | Papp János      | Frank Darabont            |
| 1995 | Vírus                                             | Outbreak                                       | Billy Ford dandártábornok                | Kristóf Tibor   | Wolfgang Petersen         |
| 1995 | Hetedik                                           | Se7en                                          | William Somerset nyomozóhadnagy          | Helyey László   | David Fincher             |
| 1996 | Láncreakció                                       | Chain Reaction                                 | Paul Shannon                             | Kristóf Tibor   | Andrew Davis              |
| 1996 | Moll Flanders                                     | Moll Flanders                                  | Hibble                                   | Helyey László   | Pen Densham               |
| 1997 | A gyűjtő                                          | Kiss the Girls                                 | Dr. Alex Cross                           | Csernák János   | Gary Fleder               |
| 1997 | Amistad                                           | Amistad                                        | Theodore Joadson                         | Rajhona Ádám    | Steven Spielberg (1.)     |
| 1998 | Deep Impact                                       | Deep Impact                                    | Tom Beck elnök                           | Barbinek Péter  | Mimi Leder (1.)           |
| 1998 | Vízözön                                           | Hard Rain                                      | Jim                                      | Rajhona Ádám    | Mikael Salomon            |
| 2000 | Betty nővér                                       | Nurse Betty                                    | Charlie                                  | Papp János      | Neil LaBute               |
| 2000 | Betty nővér                                       | Nurse Betty                                    | Charlie                                  | Vass Gábor      | Neil LaBute               |
| 2000 | Meggyanúsítva                                     | Under Suspicion                                | Victor Benezet százados                  | Kárpáti Tibor   | Stephen Hopkins           |
| 2001 | A pók hálójában                                   | Along Came a Spider                            | Alex Cross                               | Kristóf Tibor   | Lee Tamahori              |
| 2002 | A rettegés arénája                                | The Sum of All Fears                           | William Cabot CIA-igazgató               | Barbinek Péter  | Phil Alden Robinson       |
| 2002 | Tiszta ügy                                        | High Crimes                                    | Charles W. Grimes                        | Reviczky Gábor  | Carl Franklin             |
| 2003 | A minden6ó                                        | Bruce Almighty                                 | Isten                                    | Kristóf Tibor   | Tom Shadyac (1.)          |
| 2003 | Álomcsapda                                        | Dreamcatcher                                   | Abraham Curtis ezredes                   | Kristóf Tibor   | Lawrence Kasdan           |
| 2003 | Lebegés                                           | Levity                                         | Miles Evans lelkipásztor                 | Kristóf Tibor   | Ed Solomon                |
| 2003 | Bűnös ellenségek                                  | Guilty by Association                          | Redding hadnagy                          | Kristóf Tibor   | Po Johns                  |
| 2003 | Bűnös ellenségek                                  | Guilty by Association                          | Redding hadnagy                          | Kristóf Tibor   | Howard Gibson             |
| 2004 | A nagy zsozsó                                     | The Big Bounce                                 | Walter Crewes                            | Kristóf Tibor   | George Armitage           |
| 2004 | Millió dolláros bébi                              | Million Dollar Baby                            | Eddie 'Hepaj' Dupris                     | Helyey László   | Clint Eastwood (2.)       |
| 2005 | Befejezetlen élet                                 | An Unfinished Life                             | Mitch Bradley                            | Gruber Hugó     | Lasse Hallström (1.)      |
| 2005 | Világok harca                                     | War of the Worlds                              | Narrátor (hangja)                        | Reviczky Gábor  | Steven Spielberg (2.)     |
| 2005 | Batman: Kezdődik!                                 | Batman Begins                                  | Lucius Fox                               | Kristóf Tibor   | Christopher Nolan (1.)    |
| 2005 | A nyakörv                                         | Danny the Dog                                  | Sam                                      | Papp János      | Louis Leterrier (1.)      |
| 2005 | Edison                                            | Edison                                         | Moses Ashford                            | Kristóf Tibor   | David J. Burke            |
| 2005 | Pingvinek vándorlása                              | La Marche de l'empereur                        | narrátor (angol hangja)                  |                 | Luc Jacquet               |
| 2005 |                                                   | Magnificent Desolation: Walking on the Moon 3D | Neil Armstrong (hangja)                  |                 | Mark Cowen                |
| 2006 | Kalandtúra                                        | The Contract                                   | Frank Carden őrnagy                      | Helyey László   | Bruce Beresford (2.)      |
| 2006 | Alvilági játékok                                  | Lucky Number Slevin                            | A főnök                                  | Helyey László   | Paul McGuigan             |
| 2006 | Szerepszemle                                      | 10 Items or Less                               | önmaga                                   | Helyey László   | Brad Silberling           |
| 2007 | Evan, a minden6ó                                  | Evan Almighty                                  | Isten                                    | Kristóf Tibor   | Tom Shadyac (2.)          |
| 2007 | A szerelem bősége                                 | Feast of Love                                  | Harry Stevenson                          | Vass Gábor      | Robert Benton             |
| 2007 | Hideg nyomon                                      | Gone Baby Gone                                 | Jack Doyle százados                      | Kristóf Tibor   | Ben Affleck               |
| 2007 | A bakancslista                                    | The Bucket List                                | Carter Chambers                          | Kristóf Tibor   | Rob Reiner (1.)           |
| 2008 | Wanted                                            | Wanted                                         | Sloan                                    | Kristóf Tibor   | Timur Bekmambetov (1.)    |
| 2008 | Love Guru                                         | The Love Guru                                  | narrátor (hangja)                        |                 | Marco Schnabel            |
| 2008 | A sötét lovag                                     | Batman: The Dark Knight                        | Lucius Fox                               | Reviczky Gábor  | Christopher Nolan (2.)    |
| 2009 | A kód                                             | Thick as Thieves                               | Keith Ripley                             | Helyey László   | Mimi Leder (2.)           |
| 2009 | Műkedvelő műkincsrablók                           | The Maiden Heist                               | Charles Peterson                         | Helyey László   | Peter Hewitt              |
| 2009 | Invictus – A legyőzhetetlen                       | Invictus                                       | Nelson Mandela                           | Helyey László   | Clint Eastwood (3.)       |
| 2010 | RED                                               | Red                                            | Joe Matheson                             | Reviczky Gábor  | Robert Schwentke          |
| 2011 | A vadon kölykei (rövidfilm)                       | Born to Be Wild                                | narrátor (hangja)                        | Mécs Károly     | David Lickley             |
| 2011 | Conan, a barbár                                   | Conan the Barbarian                            | narrátor (hangja)                        | Vass Gábor      | Marcus Nispel             |
| 2011 | Delfines kaland                                   | Dolphin Tale                                   | Dr. Cameron McCarthy                     | Reviczky Gábor  | Charles Martin Smith (1.) |
| 2012 | Monte Wildhorn csodálatos nyara                   | The Magic of Belle Isle                        | Monte Wildhorn                           | Papp János      | Rob Reiner (2.)           |
| 2012 | A sötét lovag – Felemelkedés                      | The Dark Knight Rises                          | Lucius Fox                               | Reviczky Gábor  | Christopher Nolan (3.)    |
| 2013 | Támadás a Fehér Ház ellen                         | Olympus Has Fallen                             | Allan Trumbull, a Képviselőház elnöke    | Helyey László   | Antoine Fuqua             |
| 2013 | Feledés                                           | Oblivion                                       | Malcolm Beech                            | Reviczky Gábor  | Joseph Kosinski           |
| 2013 | Szemfényvesztők                                   | Now You See Me                                 | Thaddeus Bradley                         | Helyey László   | Louis Leterrier (2.)      |
| 2013 | Last Vegas                                        | Last Vegas                                     | Archie                                   | Helyey László   | Jon Turteltaub            |
| 2014 | A Lego-kaland                                     | The Lego Movie                                 | Vitruvius (hangja)                       | Kőszegi Ákos    | Chris McKay               |
| 2014 | Transzcendens                                     | Transcendence                                  | Joseph Tagger                            | Papp János      | Wally Pfister             |
| 2014 | Lucy                                              | Lucy                                           | Norman professzor                        | Papp János      | Luc Besson                |
| 2014 | Delfines kaland 2.                                | Dolphin Tale 2                                 | Dr. Cameron McCarthy                     | Reviczky Gábor  | Charles Martin Smith (2.) |
| 2014 | Öt emelet boldogság                               | 5 Flights Up                                   | Alex Carver                              | Papp János      | Richard Loncraine         |
| 2014 | A makik szigete: Madagaszkár                      | Island of Lemurs: Madagascar                   | narrátor (hangja)                        | Papp János      | David Douglas             |
| 2015 | Az utolsó lovagok                                 | Last Knights                                   | Bartok                                   | Papp János      | Kirija Kazuaki            |
| 2015 | Ted 2.                                            | Ted 2                                          | Patrick Meighan                          | Reviczky Gábor  | Seth MacFarlane           |
| 2015 | Momentum                                          | Momentum                                       | szenátor                                 | Papp János      | Stephen Campanelli        |
| 2016 | Támadás a Fehér Ház ellen 2. – London ostroma     | London Has Fallen                              | Allan Trumbull alelnök                   | Reviczky Gábor  | Babak Najafi              |
| 2016 | Szemfényvesztők 2.                                | Now You See Me 2                               | Thaddeus Bradley                         | Papp János      | Jon M. Chu                |
| 2016 | Ben-Hur                                           | Ben-Hur                                        | Sheikh Ilderim                           | Reviczky Gábor  | Timur Bekmambetov (2.)    |
| 2017 | Vén rókák                                         | Going in Style                                 | Willie Davis                             | Papp János      | Zach Braff (1.)           |
| 2017 | Csak most kezdődik                                | Just Getting Started                           | Duke Diver                               | Papp János      | Ron Shelton               |
| 2018 | Alfa                                              | Alpha                                          | narrátor (hangja)                        |                 | Albert Hughes             |
| 2018 | A diótörő és a négy birodalom                     | The Nutcracker and the Four Realms             | Drosselmeyer                             | Papp János      | Lasse Hallström (2.)      |
| 2018 | Brian Banks                                       | Brian Banks                                    | Jerome Johnson (stáblistán nem szerepel) | Papp János      | Tom Shadyac (3.)          |
| 2019 | Az utca hercegnője                                | Princess of the Row                            | nem szerepel                             | –               | Max Carlson               |
| 2019 | Kenneth Chamberlain megölése                      | The Killing of Kenneth Chamberlain             | nem szerepel                             | –               | David Midell              |
| 2019 | Mérgező rózsa                                     | The Poison Rose                                | doktor                                   | Papp János      | George Gallo (1.)         |
| 2019 | Támadás a Fehér Ház ellen 3. – A védangyal bukása | Angel Has Fallen                               | Allan Trumbull elnök                     | Papp János      | Ric Roman Waugh           |
| 2021 | A nagy visszatérők                                | The Comeback Trail                             | Reggie Fontaine                          | Papp János      | George Gallo (2.)         |
| 2021 | Amerikába jöttem 2.                               | Coming 2 America                               | önmaga                                   | Papp János      | Craig Brewer              |
| 2021 |                                                   | Vanquish                                       | Damon                                    |                 | George Gallo (3.)         |
| 2021 | Sokkal több mint testőr 2.                        | The Hitman's Wife's Bodyguard                  | Senior                                   | Papp János      | Patrick Hughes            |
| 2022 | Országút a paradicsomban                          | Paradise Highway                               | Gerick                                   | Barbinek Péter  | Anna Gutto                |
| 2022 | A perc, mikor holtan ébredsz                      | The Minute You Wake Up Dead                    | Thurmond Fowler seriff                   | Barbinek Péter  | Michael Mailer            |
| 2023 | Muti: Halálos rituálé                             | The Ritual Killer                              | Dr. Mackles                              | Papp János      | George Gallo (4.)         |
| 2023 | Egy jó ember                                      | A Good Person                                  | Daniel                                   | Barbinek Péter  | Zach Braff (2.)           |
| 2023 | 57 másodperc                                      | 57 Seconds                                     | Anton Burrell                            | Papp János      | Rusty Cundieff            |
| 2024 |                                                   | My Dead Friend Zoe                             | Dr. Cole                                 |                 | Kyle Hausmann-Stokes      |
| 2024 |                                                   | In Our Blood                                   | nem szerepel                             | –               | Pedro Kos                 |
| 2024 | Gunner                                            | Gunner                                         | Kendrick Ryker                           | Papp János      | Dimitri Logothetis        |
| 2025 | Szemfényvesztők 3.                                | Now You See Me 3                               | Thaddeus Bradley                         |                 | Ruben Fleischer           |

### Televízió
| Év        | Magyar cím                          | Eredeti cím                            | Szerep                      | Megjegyzések                                              |
| --------- | ----------------------------------- | -------------------------------------- | --------------------------- | --------------------------------------------------------- |
| 1971–1977 |                                     | The Electric Company                   | több szereplő               | 780 epizód                                                |
| 1978      |                                     | Roll of Thunder, Hear My Cry           | Hammer Logan nagybácsi      | tévéfilm                                                  |
| 1979      |                                     | Hollow Image                           | {Ralph Simmons "Sweet Talk" | tévéfilm                                                  |
| 1981      |                                     | Ryan's Hope                            | Cicero Murphy               | 2 epizód                                                  |
| 1981      |                                     | The Marva Collins Story                | Clarence Collins            | tévéfilm                                                  |
| 1981      |                                     | Death of a Prophet                     | Malcolm X                   | tévéfilm                                                  |
| 1983      |                                     | Another World                          | Dr. Roy Bingham             | 5 epizód                                                  |
| 1985      |                                     | The Atlanta Child Murders              | Ben Shelter                 | minisorozat                                               |
| 1985      | Alkonyzóna                          | The Twilight Zone                      | Tony                        | 1 epizód                                                  |
| 1985      | Raymond Graham kivégzése            | The Execution of Raymond Graham        | Pratt börtönigazgató        | - tévéfilm - magyar hangja: - Vass Gábor                  |
| 1986      |                                     | Resting Place                          | Luther Johnson              | tévéfilm                                                  |
| 1987      | Harc az életért                     | Fight for Life                         | Dr. Sherard                 | tévéfilm                                                  |
| 1988      | Vérbosszú                           | Clinton and Nadine                     | Dorsey Pratt                | - tévéfilm - magyar hangja: - Jakab Csaba - Kárpáti Tibor |
| 1990      |                                     | The Earth Day Special                  | Walter Samson               | különkiadás                                               |
| 2008      |                                     | Smithsonian Channel's Sound Revolution | önmaga (házigazda)          |                                                           |
| 2008      | Küzdelmes élet                      | A Raisin in the Sun                    | narrátor (hangja)           | tévéfilm                                                  |
| 2008      | Amerika, egy angol szemével         | Stephen Fry in America                 | önmaga                      | 1 epizód                                                  |
| 2010      | Saturday Night Live                 | Saturday Night Live                    | önmaga (cameo)              | 1 epizód                                                  |
| 2014–2019 |                                     | Madam Secretary                        | Frawley főbíra              | - 3 epizód - vezető producer                              |
| 2016–2019 | Isten nyomában Morgan Freemannel    | The Story of God with Morgan Freeman   | önmaga (házigazda)          | vezető producer                                           |
| 2016      |                                     | 2017 Breakthrough Prize Ceremony       | önmaga (házigazda)          | különkiadás                                               |
| 2017      | Az ember nyomában Morgan Freemannel | The Story of Us with Morgan Freeman    | önmaga (házigazda)          | vezető producer                                           |
| 2017      |                                     | 2018 Breakthrough Prize Ceremony       | önmaga (házigazda)          | különkiadás                                               |
| 2020      | Scooby-Doo és (sz)társai            | Scooby-Doo and Guess Who?              | önmaga                      | 1 epizód                                                  |
| 2021      |                                     | Solos                                  | Stuart                      | 7 epizód                                                  |
| 2021      | A Kominsky-módszer                  | The Kominsky Method                    | önmaga                      | 2 epizód                                                  |
| 2023–     | Lioness                             | Special Ops: Lioness                   | Edwin Mullins               | - főszereplő - magyar hangja: - Papp János                |